# Ахамашуков-Черкасский, Василий Петрович
Василий Петрович Ахамашуков-Черкасский (ум. 1652) — князь, русский государственный и военный деятель, стольник (1615), воевода и окольничий (1635), дипломат, единственный сын воеводы князя Петра Ивановича Ахамашукова-Черкасского (ум. 1615).

## Биография
Самые ранние сведения в исторических источниках о Василии Ахамашукове-Черкасском сообщают о его назначении воеводой в Воронеж в 1614 году. В следующем году он был стольником и воеводой «у Арбатских ворот» в Москве, но уже 20 августа 1615 года был с боярином Ф. И. Шереметевым направлен в Псков «промышлять над королем и над немецкими людьми». Из Пскова отправился воеводой в Сибирь, однако в 1616 году, согласно источникам, участвовал в приёме английских послов государем. В 1617 году Василий Петрович Ахамашуков-Черкасский и Дмитрий Мамстрюкович Черкасский направлены на Волок «промышлять над литовскими людьми».
В 1618 году началось очередное польское вторжение, войска королевича Владислава, претендовавшего на русский престол, захватили Дорогобуж и Вязьму и подступили к Можайску. Навстречу им было выдвинуто войско под командованием Дмитрия Черкасского и Василия Ахамашукова-Черкасского. Во время пребывания в большом полку под Можайском Ахамашуков-Черкасский выиграл местнический спор у воеводы Ивана Колтовского.
В 1619 году неоднократно посылался с государственными поручениями к наместникам. С одним из таких поручений был направлен в Псков к Фёдору Шереметеву, что послужило причиной челобитной и местнического спора со стороны боярина Даниила Мезецкого. Ахамашуков-Черкасский вышел в этом споре победителем. В 1620-е годы в чине стольника он часто участвовал в государственных приёмах. В эти же годы на Вяземском рубеже выступал в качестве посла «для всяких расправных дел и для межевания от Литовского рубежа». В частности, возглавлял русское посольство в переговорах с Польшей и Литвой («посольский съезд») в 1622—1623 годах на реке Поляновке между Вязьмой и Дорогобужем. Русская делегация, в которую также входили стольник Н. В. Вышеславцов и дьяк Афанасий Истомин, сумела добиться мирного соглашения.
В феврале 1624 года направлен воеводой в Псков, где в частности занимался вопросами отношений с Швецией. В том же году переведён воеводой в Вязьму и пребывал там до 1627 года. С сентября 1629 по июль 1632 года, согласно разрядным записям, был воеводой в Двинской области (в том числе и Архангельске). 6 февраля 1635 года произведён из стольников в окольничие — второй по старшинству чин в Московском государстве этого периода — и включён в состав Боярской думы.
После этого позиции Ахамашукова-Черкасского среди русской знати продолжали усиливаться, он был участником ближнего круга царя и его семьи. Росло и его богатство: если в 1638 году он владел 44 дворами, то через 12 лет — уже 181. Такое положение задевало некоторых бояр — так, в 1641 году Иван Бутурлин-Клепиков «бил челом государю на окольничего на князя Василия Ахамашукова-Черкасского, что ему менше его быть не вместно».
В 1642—1643 годах снова находился в Пскове как окольничий и воевода, принимал там датского королевича Вальдемара. В 1644 году присутствовал на государственном приёме «бухарских послов» и «черкесских князей», в 1649 году — в приёме Патриарха Иерусалима и Палестины Паисия. На свадьбе царя Алексея Михайловича разрядные записи упоминают Ахамашукова-Черкасского среди людей, которые «у государя были в чинах».
Последние прижизненные сведения о Василии Ахамашукове-Черкасском относятся к 1651 году, когда он вёл переговоры с литовскими дипломатами. Скончался бездетным в 1652 году, что привело к пресечению рода Ахамашуковых-Черкасских.